# Ларва
Ларва је, код животиња, стадијум који настаје од тренутка напуштања јајне љуске до преображаја (нпр. код инсеката или водоземаца). Неке ларве личе на свог имага, док има ларви које су различите од имага. У односу да ли су сличне са имагом ларве деле se на: примарне ларве, секундарне ларве и терцијарне ларве.
Изглед ларве се генерално веома разликује од одраслог облика (нпр. гусенице и лептири) укључујући различите јединствене структуре и органе који се не јављају у одраслом облику. Њихова исхрана такође може бити знатно другачија.
Ларве су често прилагођене различитим срединама од одраслих. На пример, неке ларве као што су пуноглавци живе скоро искључиво у воденим срединама, али могу да живе изван воде као одрасле жабе. Живећи у посебном окружењу, ларве могу добити склониште од предатора и смањити конкуренцију за ресурсе са одраслом популацијом.
Животиње у фази ларве ће конзумирати храну како би подстакле њихов прелазак у одрасли облик. У неким организмима као што су полихете и усоноге, одрасле јединке су непокретне, али су њихове ларве покретне и користе свој мобилни облик ларве да се дистрибуирају.
Неке ларве зависе од одраслих да их хране. Код многих еусоцијалних врста Hymenoptera, ларве хране радница. Код Ropalidia marginata (папирна оса) мужјаци су такође способни да хране ларве, али су много мање ефикасни, проводе више времена и уносе мање хране за ларве.
Ларве неких организама (на пример, неки тритони) могу да постану пубесцентне и да се не развијају даље у одрасли облик. Ово је врста неотеније.
Погрешно је схватање да облик ларве увек одражава еволуциону историју групе. Ово би могао бити случај, али често је стадијум ларве еволуирао секундарно, као код инсеката.. У овим случајевима, облик ларве може се више разликовати од облика одрасле јединке од заједничког порекла групе.

## Примарне ларва
Примарне ларве су оне ларве које личе на свог имага. Од имага разликују се само по величини.

## Секундарне ларве
Секундарне ларве су ларве које имају провизорне органе, али имају многе карактеристике имага те морфолошки подсећају на имага.

## Терцијарне ларве
Терцијарне ларве имају провизорне органе и морфолошки се потпуно разликују од свог имага.
Терцијарне ларве деле се у три категорије:
- Ларве с грудним ногама и добро развијеном главом.
- Ларве с грудним и трбушним ногама (лажне)
- Ларве без ногу, које су или са добро развијеном главом, или су са закржљалом главом.

## Одабрани типови ларви
| Животиња                                            | Име ларве |
| --------------------------------------------------- | --- |
| Porifera (сунђери)                                  | цоелобластула (= бластула, амфибластула), паренхимула (= паренхимела, стереогаструла) |
| Heterocyemida                                       | Вагенерова ларва |
| Dicyemida                                           | инфузориформна ларва |
| Cnidarians                                          | планула (= стереогаструла), актинула |
| Ctenophora                                          | ларве цидипида |
| Platyhelminthes                                     | Turbellaria: Милерова ларва, Гетеова ларва; Trematoda: мирацидијум, спороциста, редија, церкарија; Monogenea: онцомирацидиум; Cestoda: цистицерк, цистицеркоид, онкосфера (или хексакант), корацидијум, плероцеркоид |
| Annelida                                            | nectochaete, политрох |
| Nematoda                                            | Дауер ларва, микрофиларија |
| Sipuncula                                           | ларва пелагосфере |
| Ectoprocta                                          | cyphonautes, везикулариформне ларве |
| Nematomorpha                                        | нематоморфна ларва |
| Phoronids                                           | актинотрох |
| Cycliophora                                         | пандора, хордоидна ларва |
| Nemertea                                            | пилидиум, Ивата ларва, Десор ларва |
| Acanthocephala                                      | акантор |
| Locifera                                            | Хигинсова ларва |
| Brachiopoda                                         | лобатна ларва |
| Priapula                                            | лорикатна ларва |
| Поједини мекушци, анелиди, немертеани и сипункулиди | трохофора |
| Поједини мекушци                                    | велигер |
| Мекушци: слатководне шкољке (дагње)                 | глохидијум |
| Arthropoda: †Трилобити                              | протаспис (незглобни), мераспис (све већи број зглобова, али 1 мање од холасписа), холаспис (=одрасли) |
| Arthropoda: Xiphosura                               | ларва еупроипс („ларва трилобита“) |
| Arthropoda: Pycnogonida                             | протонимфона |
| Crustaceans                                         | Опште: nauplius, metanauplius, protozoea, antizoea, pseudozoea, zoea, postlarva, cypris, primary larva, mysis Decapoda: zoea Rhizocephala: кентрогон                                                                 |
| Инсекти: Lepidoptera (лептири и мољци)              | Гусеница |
| Инсекти: Тврдокрилци                                | ларва |
| Инсекти: Двокрилци, пчеле, зоље                     | црв |
| Инсекти: Комарци                                    | врдалама |
| Deuterostomes                                       | диплеурула (хипотетичка ларва) |
| Echinodermata                                       | bipinnaria, vitellaria, brachiollaria, pluteus, ophiopluteus, echinopluteus, auricularia |
| Hemichordata                                        | торнарија |
| Urochordata                                         | пуноглавац (не хранећи, технички „пливајући ембрион”) |
| Риба (уопште)                                       | Ихтиопланктон |
| Риба: Petromyzontiformes (лампуга)                  | ammocoete |
| Риба: Anguilliformes (јегуље)                       | leptocephalus |
| Водоземци                                           | пуноглавац |

## Ларве инсеката
У оквиру инсеката, само ендоптериготи показују потпуну метаморфозу, укључујући посебан стадијум ларве. Многи ентомолози су предложили бројне класификације, и следећа класификација је заснована на класификацији Антонија Берлесе из 1913. Постоје четири главна типа типова ларви ендоптеригота:
1. Apodous larvae – немају ноге и слабо су склеротизоване. На основу склеротизације препознају се три аподозна облика.
  - Eucephalous – са добро склеротизованом капсулом на глави. Налази се у породицама Nematocera, Buprestidae и Cerambycidae.
  - Hemicephalus – са смањеном капсулом за главу, која се може увући у грудни кош. Налази се у породицама Tipulidae и Brachycera.
  - Acephalus - без капсуле за главу. Присутно код Cyclorrhapha
2. Ларве протопода – ларве имају много различитих облика и често за разлику од нормалног облика инсеката. Излегу се из јаја која садрже врло мало жуманца. На пример ларве прве фазе паразитских хименоптера.
3. Ларве полипода – познате и као еруциформне ларве, ове ларве имају трбушне предње ноге, поред уобичајених торакалних ногу. Оне су слабо склеротизоване и релативно неактивне. Живе у блиском контакту са храном. Најбољи пример су гусенице лепидоптера.
4. Ларве олигопода – имају добро развијену капсулу главе и усне органе сличне одраслима, али без сложених очију. Имају шест ногу. Нема трбушних ногу. Могу се уочити две врсте:
  - Campodeiform – добро склеротизовано, дорзо-вентрално спљоштено тело. Обично су дугоноги предатори са прогнаталним устима.
  - Scarabeiform – слабо склеротизован, раван грудни кош и стомак. Обично кратконоге и неактивне форме за бушење. (Scarabaeoidea и други колеоптери).